# Karl Julius Ebersberg
Karl Julius Ebersberg (* 7. September 1831 in Wien; † 4. April 1870 in Wiener Neustadt) war ein österreichischer Offizier und Schriftsteller.
Ebersberg war ein Sohn des Schriftstellers Josef Sigmund Ebersberg und dessen Ehefrau Maria von Nádory; sein jüngerer Bruder Ottokar Franz wurde ein bekannter Wiener Theaterdichter.
Man berief Ebersberg im Rang eines Professors an die Theresianische Militärakademie in der Burg in Wiener Neustadt und dieses Amt hatte er bis an sein Lebensende inne. Der Lehrer für Geschichte und Geographie war Mitglied verschiedener wissenschaftlicher Vereine und Besitzer der Goldenen Medaille für Kunst und Wissenschaft.

## Werke
- Aus dem Wanderbuch eines Soldaten. Stuttgart 1855.
- Am Wachtfeuer (1856)
- Was uns der Abend bringt (1856),
- Haus-, Hof und Staatsgeschichten (1869, 3 Bde.)